# Transformer - Chōjin Masterforce
Transformer - Chōjin Masterforce (トランスフォーマー 超神マスターフォース?, Toransufōmā: Chōjin Masutāfōsu?) è una serie animata giapponese che è andata in onda dal 12 aprile 1988 al 28 febbraio 1989 ed è composta da 43 episodi televisivi e quattro usciti direttamente per il mercato home video.  
Anche se a livello di produzione la serie viene identificata come seguito di Transformer - The Headmasters, da un punto di vista narrativo, sotto la supervisione di Masumi Kaneda, essa rappresenta un "nuovo inizio", introducendo un nuovo cast di personaggi, piuttosto che utilizzare un qualsiasi riferimento alle serie precedenti. 
Il tentativo di iniziare le cose da capo con Masterforce, ha dato luogo ad alcuni errori di continuità, come l'ambientazione sulla Terra in epoca contemporanea, a differenza del canovaccio futuristico visto in precedenza.

## Trama
Dopo gli eventi di The Headmasters, sulla Terra non ci sono più i Transformers da diversi anni, fino alla nascita dei Pretenders Decepticon. Questo gruppo di criminali presenti sulla Terra fin dall'età della pietra sono stati sconfitti da un gruppo di Autobot guidati da Metalhawk. Da quando entrambe le squadre erano precipitate sul pianeta, hanno usato i loro poteri speciali "Pretender" per adottare nuovi travestimenti. Metalhawk e i suoi Autobot assunsero le forme degli esseri umani e iniziarono a vivere tra l'umanità fiorente, guidando l'evoluzione della loro cultura e della società , mentre i Decepticons divennero creature mostruose per tormentare i primi uomini come "demoni". Alla fine, i Pretenders Autobot sconfissero i Decepticons e li rinchiusero, ma come inizia la serie essi sono stati liberati dalle loro prigioni dallo straniero, Devil Z, per svolgere un ruolo importante per i suoi piani.
Con il ritorno dei Decepticons, i Pretenders Autobot sono costretti ad abbandonare i loro travestimenti e riprendere le armi, ancora una volta, insieme ai loro nuovi alleati, tre ragazzini umani Shuta, Cab ed Minerva che donatogli il potere "Masterforce" e legati con tre transtectors diventano i Junior Headmasters. Anche i Decepticons reclutano i propri Juniors con il proseguire delle battaglie. L'arrivo di Mega, Giga, Buster e Hydra preannuncia la ricerca delle forme di vita conosciute come "Godmasters" che sono la perfetta fusione tra umano e Transformer. Con questi quattro guerrieri sul lato dei Decepticons, gli Autobot devono trovare i loro Godmasters, e il primo è il giovane camionista di nome Ginrai, che recluterà i tre Godmasters Autobot successivi.
Esasperato dai continui fallimenti, Devil Z convoca BlackZarak (la più recente incarnazione del leader dei Decepticon Scorponok) per distruggere i suoi nemici. Scoperto il piano del nemico, Grand Maximus arriva sulla Terra per informare gli Autobots dell'arrivo di BlackZarak. I nostri eroi creano Godbomber, un drone che serve come supporto di combattimento per Ginrai, e che gli permette di trasformarsi in "God Ginrai" e combattere nello spazio e sconfiggere BlackZarak.
Gli Autobot subiscono una grave perdita quando l'ultimo Godmaster, Doubleclouder, si rivela alleato dei Decepticon, usando la sua capacità di adottare due forme robot riesce ad infiltrarsi tra gli Autobot e distruggere il loro quartier generale. Senza una base di operazioni, gli Autobot sono in svantaggio e quando BlackZarak ritorna si fonde con Devil Z per portare alla distruzione tutto il genere umano. Tutto culmina in un duello finale tra God Ginrai e BlackZarak in cima al Cervino, dove l'eroe Autobot deve battere il suo avversario, per salvare la Terra. Supportato da Grand Maximus e, in un momento di difficoltà, da Sixknight, un Decepticon che Ginrai aveva sconfitto e che aveva cambiato partito, capace di sei trasformazioni, che si sacrifica contro BlackZarak, il capo dei Godmaster Autobot affronta il suo avversario. Alla fine, God Ginrai teletrasporta Shota, Cub e Minerva dentro Godbomber (che in una precedente avventura i ragazzini avevano attivato con la loro forza spirituale Masterforce). Unendo le forze spirituali, Ginrai Shota, Cub e Minerva danno il via a un potentissimo attacco che sconfigge il nemico.
Sconfitto BlackZara/Devil Z, i corpi robotici (Transtectors) dei Godmasters e degli Junior Headmasters prendono vita propria, come avevano fatto durante la battaglia decisiva quelli dei Decepticon, partendo per lo spazio, lasciando le proprie controparti umane sulla terra, all'inseguimento dei Decepticons in fuga (compresi i Transtectors dei Godmaster e degli Headmasters dei Decepticon).

## Personaggi

### Nuovi Autobot
| Autorobot (nome italiano) | Cybertron (nome giapponese) | Autobot (nome americano) | Trasformazione                              | Voce originale      | Voce italiana                                            | Note                                                                                    |
| Commander                 | Ginrai                      | Optimus Prime            | Autoarticolato Freightliner COE Doppio asse | Hiroshi Takemura    | Giorgio Melazzi                                          | Ginrai è il leader degli Autobots, assomiglia alla sua controparte di Transformers (G1) |
| Saetta                    | Lightfoot                   | Getaway                  | Mazda RX-7 FC3S sports car                  | Tsutomu Kashiwakura | Felice Invernici                                         | Membro dei Godmasters                                                                   |
| Starbot                   | Ranger                      | Joyride                  | Baja Buggy                                  | Hōchū Ōtsuka        | Gianfranco Gamba                                         | Membro dei Godmasters                                                                   |
| Ghibli                    | Road King                   | Slapdash                 | Auto F1                                     | Kaneto Shiozawa     | Giovanni Battezzato                                      | Membro dei Godmasters                                                                   |
| -                         | Clouder/Doubleclouder       | Dealer/Doubledealer      | Carro armato e Uccello Cybertroniano        | Takeshi Kusao       | -                                                        | Membro dei Godmasters, tradirà gli Autobot allendosi con i Decepticon                   |
| Optor                     | Metalhawk                   | Metalhawk                | Jet Cybertroniano                           | Katsuji Mori        | Marco Balzarotti                                         | Leader dei Pretenders                                                                   |
| Interceptor               | Diver                       | Waverider                | Hovercraft Cybertroniano                    | Yūji Mikimoto       | Diego Sabre                                              | Membro dei Pretenders                                                                   |
| Folgore                   | Lander                      | Landmin                  | Auto Cybertroniana                          | Ryōichi Tanaka      | Alberto Sette                                            | Membro dei Pretenders                                                                   |
| Vertic                    | Phoenix                     | Cloudburst               | Jet Cybertroniano                           | Masato Hirano       | Paolo Marchese (ep. 1-22, 25+) Enrico Carabelli (ep. 23) | Membro dei Pretenders                                                                   |
| Genio                     | Cab                         | Hosehead                 | Autopompa                                   | Hiroko Emori        | Ivo De Palma                                             | Membro degli Headmaster Juniors                                                         |
| Phantom                   | Minerva                     | Nightbeat                | Porsche 959                                 | Yuriko Yamamoto     | Lisa Mazzotti                                            | Membro degli Headmaster Juniors                                                         |
| Sirena                    | Shūta Gō/Goshooter          | Siren                    | Mazda RX-7                                  | Yumi Tōma           | Flavio Arras                                             | Membro degli Headmaster Juniors                                                         |
| Combin                    | Godbomber                   | Godbomber                |                                             |                     |                                                          | Drone che serve come supporto di combattimento per Ginrai                               |
| Fortress Maximus          | Grand Maximus               | Fortress Maximus         | Astronave/Base da battaglia                 | Ikuya Sawaki        | Andrea De Nisco                                          |                                                                                         |
| Iperbot                   | Sixknight                   | Sixshot                  |                                             | Shō Hayami          | Tony Fuochi                                              | Ha sei modalità di trasformazione                                                       |

### Nuovi Decepticon
| Distructor (nome italiano) | Destron (nome giapponese) | Decepticon (nome americano) | Trasformazione           | Voce Originale            | Voce Italiana                   | Note |
| Overlord                   | Devil Z                   | The Great Lord              |                          | Hidekatsu Shibata         | Roberto Colombo                 | Entità soprannaturale, leader dei Decepticon, si unirà a BlackZarak per sconfiggere Ginrai                                                                 |
| -                          | Overlord                  | Overlord                    |                          | Keiichi Noda              | Enrico Maggi                    | Unione di Giga e Mega |
| Energon 1                  | Giga                      | Giga                        | Carro armato             | Keiichi Noda              | Enrico Maggi                    | Membro dei Godmasters Decepticon, insieme a Mega può formare Overlord                                                                                      |
| Energon 2                  | Mega                      | Mega                        | Jet                      | Rihoko Yoshida            | Elisabetta Cesone               | Membro dei Godmasters Decepticon, insieme a Giga può formare Overlord                                                                                      |
| -                          | Darkwings                 | Darkwings                   | Jet                      | Yoku Shioya/Ken Yamaguchi | Pasquale Ruju/Gabriele Calindri | Unione di Hydra e Buster |
| Tornado                    | Buster                    | Dreadwind                   | Jet                      | Yoku Shioya               | Pasquale Ruju                   | Membro dei Godmaster Desepticon insieme a Hydra forma il jet Darkwing. Cederà la propria unmanità col fratello per diventare un essere totalmente robotico |
| Lob                        | Hydra                     | Darkwing                    | Jet                      | Ken Yamaguchi             | Gabriele Calindri               | Membro dei Godmasters Decepticon, insieme a Buster forma il Jet Darkwings                                                                                  |
| Lobos                      | Blood                     | Bomb-Burst                  | Jet Cybertroniano        | Kōji Totani               | Stefano Albertini               | Membro dei Pretenders Decepticon, nella sua forma terrestre è un demone simile a un pipistrello                                                            |
| Korno                      | Dauros                    | Skullgrin                   | Auto Cybertroniana       | Daisuke Gōri              | ?                               | Membro dei Pretenders Decepticon, nella sua forma terrestre è un demone simile a un ariete                                                                 |
| Reptilo                    | Gilmer                    | Submarauder                 | Hovercraft Cybertroniano | Masaharu Satō             | Sergio Romanò                   | Membro dei Pretenders Decepticon, nella sua forma terrestre è un demone simile ad un pesce                                                                 |
| Rinox                      | Bullhorn                  | Horri-Bull                  | Animale Cybertroniano    | Masaharu Satō             | Marco Pagani                    | Membro degli Headmaster Juniors Decepticon |
| Prudox                     | Cancer                    | Squeezeplay                 | Animale Cybertroniano    | Yōko Ogai                 | Davide Garbolino                | Membro degli Headmaster Juniors Decepticon |
| Lampo                      | Wilder                    | Fangry                      | Animale Cybertroniano    | Keiichi Nanba             | Massimiliano Lotti              | Membro degli Headmaster Juniors Decepticon |
| Tortuga                    | Turtler                   | Snaptrap                    | Tartaruga Cybertroniana  | Masato Hirano             |                                 | Leader dei Seacons, unico a essere senziente |
| -                          | Gulf                      | Skalor                      | Celacanto Cybertroniano  |                           |                                 | Membro dei Seacons, è in realtà una serie di droni prodotti in massa                                                                                       |
| -                          | Lobclaw                   | Nautilator                  | Aragosta Cybertroniana   |                           |                                 | Membro dei Seacons, è in realtà una serie di droni prodotti in massa                                                                                       |
| -                          | Tentakil                  | Tentakil                    | Calamaro Cybertroniano   |                           |                                 | Membro dei Seacons, è in realtà una serie di droni prodotti in massa                                                                                       |
| -                          | Overbite                  | Overbite                    | Squalo Cybertroniano     |                           |                                 | Membro dei Seacons, è in realtà una serie di droni prodotti in massa                                                                                       |
| -                          | Kraken                    | Seawing                     | Manta Cybertroniana      |                           |                                 | Membro dei Seacons, è in realtà una serie di droni prodotti in massa                                                                                       |
| Pirana                     | King Poseidon             | Piranacon                   |                          | Masato Hirano             |                                 | Unione di Turtler e di 5 Seacons diversi |
| Scorpion                   | BlackZarak                | Scorponok                   | Scorpione Cybertroniano  | Banjō Ginga               | Roberto Colombo                 | Si unirà a Devil Z per sconfiggere Ginrai |

## Episodi
Dopo la trasmissione televisiva dei primi 42 episodi, ne sono stati pubblicati altri quattro per il mercato home video, che fungono semplicemente da riassunto della serie, e in seguito ne è stato pubblicato uno ulteriore in televisione, anch'esso riassuntivo. In seguito quest'ultimo è stato pubblicato in home video con un breve segmento aggiuntivo (qui indicato come "speciale").
In Italia la serie fu trasmessa per la prima volta su Italia 7 dal 28 marzo 1992 con il semplice titolo Transformers: tuttavia tale messa in onda riguardò soltanto gli episodi 2-4 e 6-30. Una successiva replica sullo stesso circuito ripropose le puntate già trasmesse suddividendole in due parti e aggiunse in coda gli episodi 1 e 5. La serie non è più stata riproposta in seguito e gli ultimi episodi rimangono inediti.
| Nº       | Titolo italiano Giapponese 「Kanji」 - Rōmaji                                                                             | In onda           | In onda             |
| Nº       | Titolo italiano Giapponese 「Kanji」 - Rōmaji                                                                             | Giapponese        | Italiano            |
| 1        | I mostriciattoli rivoltosi 「立て！！ プリテンダー」 - Tate!! Puritendā                                                   | 12 aprile 1988    | 10-12 febbraio 1994 |
| 2        | La base segreta 「恐怖！ デストロンの人間狩り」 - Kyōfu! Desutoron no ningen kari                                         | 19 aprile 1988    | 28 marzo 1992       |
| 3        | Rapimenti ad alta quota 「誘拐！？ 狙われたジャンボジェット」 - Ūkai!? Nerawareta Janbo Jetto                             | 26 aprile 1988    | 31 marzo 1992       |
| 4        | I piccoli guerrieri 「誕生！ヘッドマスターJr.」 - Tanjō! Heddomasutā Junia                                                | 3 maggio 1988     | 2 aprile 1992       |
| 5        | Il ritorno dei Distructors 「大暴れ！！ ルール無用の小さな悪魔」 - Daiabare!! Rūru Muyō no Chīsana Akuma                  | 10 maggio 1988    | 5-8 febbraio 1994   |
| 6        | La battaglia nel deserto 「行けゴーシューター・荒野の対決」 - Ike Gōshūtā: Kōya no Taiketsu                               | 17 maggio 1988    | 4 aprile 1992       |
| 7        | La protezione degli animali 「パニック！ 野生動物を守れ！！」 - Panikku! Yasei Dōbutsu wo Mamore!!                        | 24 maggio 1988    | 7 aprile 1992       |
| 8        | I super gemelli 「超戦士・ゴッドマスター兄弟」 - Chō Senshi: Goddomasutā Kyōdai                                           | 31 maggio 1988    | 9 aprile 1992       |
| 9        | I nuovi guerrieri 「激戦！！ サイバトロン危うし」 - Gekisen!! Saibatoron Ayaushi                                          | 7 giugno 1988     | 11 aprile 1992      |
| 10       | Caccia al terzo Aerealrobot 「選ばれたヒーロー・その名はジンライ」 - Erabareta Hīrō - Sono Na wa Ginrai                   | 14 giugno 1988    | 14 aprile 1992      |
| 11       | L'ira diventa forza 「ジンライ・怒りのゴッドオン！！」 - Ginrai: Ikari no Goddo On!!                                      | 21 giugno 1988    | 16 aprile 1992      |
| 12       | È nata un'amicizia 「奇妙な友情 キャンサーとミネルバ」 - Kimyōna Yūjō: Kyansā to Mineruba                                 | 28 giugno 1988    | 18 aprile 1992      |
| 13       | Il mistero della roccia 「敵か味方か！？ モンスターの正体！！」 - Teki ka Mikata ka!? Monsutā no Shōtai!!                 | 12 luglio 1988    | 21 aprile 1992      |
| 14       | La caccia è cominciata 「ゴッドマスタージンライを抹殺せよ」 - Goddomasutā Ginrai wo Massatsu se yo                        | 19 luglio 1988    | 23 aprile 1992      |
| 15       | Il grande guerriero 「壮絶！！ スーパージンライ誕生」 - Sōzetsu!! Sūpā Ginrai Tanjō                                       | 2 agosto 1988     | 25 aprile 1992      |
| 16       | Commander e Saetta insieme 「ライトフット 劇的なる出逢い」 - Raitofutto: Gekiteki Naru Deai                               | 9 agosto 1988     | 28 aprile 1992      |
| 17       | La roccia magica 「敵？第三のゴッドマスターレインジャー」 - Teki? Daisan no Goddomasutā Reinjā                            | 16 agosto 1988    | 30 aprile 1992      |
| 18       | Iperbot il vagabondo 「強敵！！ さすらいのシックスナイト」 - Kyōteki!! Sasurai no Shikkusunaito                           | 23 agosto 1988    | 2 maggio 1992       |
| 19       | Ghibli il quarto guerriero 「勢揃い！ ゴッドマスター四銃士」 - Seizoroi! Goddomasutā Yonjūshi                             | 30 agosto 1988    | 5 maggio 1992       |
| 20       | Iperbot, il nuovo amico 「サイバトロン戦士 シックスナイト？！」 - Saibatoron Senshi: Shikkusunaito?!                      | 13 settembre 1988 | 7 maggio 1992       |
| 21       | Salvate la ragazza 「少女を救え！ 超神戦士ゴッドマスター」 - Shōjo wo Sukue! Chōjin Senshi Goddomasutā                    | 20 settembre 1988 | 9 maggio 1992       |
| 22       | Saetta si trova con le spalle al muro 「生か？死か？ 絶体絶命ライトフット」 - Nama ka? Shi ka? Zettai Zetsumei Raitofutto | 27 settembre 1988 | 12 maggio 1992      |
| 23       | Lo schema diabolico 「デストロンの黒い罠をあばけ！」 - Desutoron no Kuroi Wana Oabake!                                    | 4 ottobre 1988    | 14 maggio 1992      |
| 24       | Battaglia nel deserto 「スーパージンライ砂漠に散る！？」 - Sūpā Ginrai Sabaku ni Chiru!?                                  | 11 ottobre 1988   | 16 maggio 1992      |
| 25       | Il progetto "Combin" 「破られるか！ ボンバー計画」 - Yaburareru ka! Bonbā Keikaku                                         | 18 ottobre 1988   | 19 maggio 1992      |
| 26       | Battaglia per la Luna 「ゴッドジンライ・宇宙へ！！」 - Goddo Ginrai: Uchū e!!                                             | 25 ottobre 1988   | 21 maggio 1992      |
| 27       | Battaglia nello spazio 「ゴッドジンライ・月面の対決」 - Goddo Ginrai: Getsumen no Taiketsu                                | 1º novembre 1988  | 23 maggio 1992      |
| 28       | Il turbine della morte 「オーバーロード・超魂竜巻の恐怖」 - Ōbārōdo: Chō Tamashī Tatsumaki no Kyōfu                       | 8 novembre 1988   | 26 maggio 1992      |
| 29       | Il terribile Pirana 「脱出！！ 海底火山大爆発」 - Dasshutsu!! Kaitei Kazan Dai Bakuhatsu                                  | 15 novembre 1988  | 28 maggio 1992      |
| 30       | La distruzione di Combin 「ゴッドボンバーを破壊せよ！！」 - Goddobonbā wo Hakai se yo!!                                   | 22 novembre 1988  | 30 maggio 1992      |
| 31       | 「出現！！最後のゴッドマスター」 - Shutsugen!! Saigo no Goddomasutā                                                       | 29 novembre 1988  | -                   |
| 32       | 「秘密指令！ サイバトロン基地を破壊せよ！！」 - Himitsu Shirei! Saibatoron Kichi wo Hakai se yo!!                         | 6 dicembre 1988   | -                   |
| 33       | 「ピンチ！ サイバトロン基地大爆発」 - Pinchi! Saibatoron Kichi Daibakuhatsu                                               | 13 dicembre 1988  | -                   |
| 34       | 「ブラックザラック・宇宙からの破壊者」 - Burakku Zarakku: Uchū Kara no Hakaimono                                          | 20 dicembre 1988  | -                   |
| 35       | 「危機！人類滅亡の日」 - Kiki! Jinrui Metsubō no Hi                                                                       | 10 gennaio 1989   | -                   |
| 36       | 「ゴッドジンライ・キャンサーを救う！？」 - Goddo Ginrai: Kyansā wo Sukū!?                                                 | 17 gennaio 1989   | -                   |
| 37       | 「ゴッドジンライ デストロン基地の決戦」 - Goddo Ginrai: Desutoron Kichi no Kessen                                         | 24 gennaio 1989   | -                   |
| 38       | 「究極合体！！ 新生命体ブラックザラック」 - Kyūkyoku Gattai!! Shin Seimeitai Burakku Zarakku                              | 31 gennaio 1989   | -                   |
| 39       | 「死闘！！ ゴッドジンライVS新生ダークウイングス」 - Shitō!! Goddo Ginrai Bāsasu Shinsei Dākuuingusu                       | 7 febbraio 1989   | -                   |
| 40       | 「サイバトロン！ 決死のアタック！！」 - Saibatoron! Kesshi no Atakku!!                                                    | 14 febbraio 1989  | -                   |
| 41       | 「極悪非道！ デビルＺの正体」 - Gokuaku Hidō! Debiru Zetto no Shōtai                                                      | 21 febbraio 1989  | -                   |
| 42       | 「戦闘…そして」 - Tatakai...Soshite                                                                                       | 28 febbraio 1989  | -                   |
| 43       | 「戦え! スーパージンライ!!」 - Tatakae! Sūpā Jinrai!!                                                                     | ? (home video)    | -                   |
| 43       | Episodio riassuntivo. |                   |                     |
| 44       | 「ボンバー計画発令! ゴッドジンライ誕生」 - Bonbā keikaku hatsurei! Goddo Jinrai tanjō                                     | ? (home video)    | -                   |
| 44       | Episodio riassuntivo. |                   |                     |
| 45       | 「ゴッドボンバーの秘密!」 - Goddobonbā no himitsu!                                                                        | ? (home video)    | -                   |
| 45       | Episodio riassuntivo. |                   |                     |
| 46       | 「大逆転! サイバトロン戦士!」 - Dai gyakuten! Saibatoron senshi!                                                          | ? (home video)    | -                   |
| 46       | Episodio riassuntivo. |                   |                     |
| 47       | 「マスターフォースで君もトランスフォーム」 - Masutāfōsu de kimi mo toransufōmu                                            | 7 marzo 1989      | -                   |
| 47       | Episodio riassuntivo. |                   |                     |
| Speciale | 「秀太･グランドのマスターフォース超ひみつ!」 - Shūta-Gurando no Masutāfōsu chō himitsu!                                   | ? (home video)    | -                   |
| Speciale | Breve episodio supplementare che approfondisce la serie con informazioni aggiuntive riguardo la trama.                    |                   |                     |